# بطولة تونس لكرة السلة للرجال 2013–14
بطولة تونس لكرة السلة للرجال 2013–14 هو الموسم رقم 59 من بطولة تونس لكرة السلة للرجال.

فاز بهذا الموسم النادي الأفريقي.

## روابط خارجية
- الموقع الرسمي للجامعة التونسية لكرة السلة.